# Vajda Ödön (szerzetes)
Vajda Ödön, születési nevén Vajda Pál (Kaposvár, 1834. január 29. – Zirc, 1911. július 9.) ciszterci szerzetes, zirci apát.

## Élete
Iskoláit szülővárosában kezdte, majd a pécsi ciszterci gimnáziumban folytatta. Az egri gimnáziumban 1854-ben érettségizett. 1852-ben lépett be a ciszterci rendbe, ahol az Ödön szerzetesi nevet kapta. Teológiai tanulmányait Heiligenkreutzban és az egri érseki líceumban végezte.
Ünnepélyes fogadalmát 1856. augusztus 14-én tette le. 1858. február 13-án szentelték pappá. 1856 és 1868 között tanár a rend székesfehérvári gimnáziumában. Segéd-jószágkormányzó 1868 és 1874 között, jószágkormányzó 1874 és 1891 között az előszállási birtokon. Új termelési ágak bevezetésével (állattenyésztés, szőlő- és erdőtelepítés) a gazdaságot jövedelmezővé tette.
1891. április 2-án választották meg zirci apátnak. Apáti benediktálása 1891. június 13-án volt. Irányítása alatt restaurálták az apátsági templomot, a rendház keleti szárnyára 2. emeletet építettek. A bajai gimnázium épületére és felszerelésére 20 000 forintot adományozott. Szentgotthárdon 14 206 forintból, Eplényben 3354 forintból népiskolát emelt. A rendi növendékek számára létesített Bernardinum átadása is a nevéhez fűződik.
Támogatta Békefi Remig és Piszter Imre kutatásait, rendtörténeti művek írását és kiadását.
Vajda Pál Zircen halt meg, 1911. július 9-én.

## Elismerései
I. Ferenc József 1894. március 20-án a Lipót-rend lovagkeresztjével tüntette ki.